# Rumble Roses
Rumble Roses (ランブルローズ, Ranboru Rōzu) é um jogo eletrônico de wrestling desenvolvido e publicado pela Konami em 2004 para o console PlayStation 2. O jogo mais tarde recebeu uma sequência chamada Rumble Roses XX, a qual foi lançada para Xbox 360.

## Jogabilidade
Rumble Roses é um jogo de luta baseado em wrestling. O jogo conta com dez lutadoras que possuem alter-egos que podem ser disponibilizados para jogar, totalizando vinte personagens ao todo. As personagens em suas formas normais e alter-egos podem alterna-se entre heel e face. Cada personagem tem uma certa variação própria de golpes e agarrões que podem ser aprendidos facilmente. Os comandos básicos são os de golpes,agarrões e corrida.Pressionando algum destes botões com algum botão do D-pad,a personagem efetuará um golpe diferente.Pressionado múltiplas efetuará um combo equivalente ao botão de ataque pressionado.Há ainda movimentos especiais; Killer Move (movimento assassino), Lethal Move (movimento letal)e Humiliation Move (movimento de humilhação). Estes movimentos são ataques únicos e devastadores que podem ser executados.O Killer e Lethal Move podem ser feitos depois de aplicar vários golpes consecutivos no oponente enchendo assim sua barra de força. Esses ataques podem até garantir vitória por pinfall. Já o humiliation move só pode ser executado depois de encher a humiliation meter (barra de humilhação) de seu oponente que faz a personagem desferir um golpe fulminante e hilário na adversária. Os golpes em geral são realisticos e brutais como nos torneios reais de wrestling. Fora os de Miss-X uma personagem ciborgue. Os gráficos são bonitos e as reações faciais das lutadoras surpreendem. Somente alguns gráficos de fundo deixam ainda a desejar. Há poucos modos de jogos que se limitam em Story mode, Exhibition mode e Gallery Mode. Existem partidas regulares(em arenas) e partidas especiais(envolvendo um ringue coberto de lama).

## Personagens Face/Heel
-Reiko Hinomoto/Rowdy Reiko
-Dixie Clemets/Sgt. Clemets
-Aigle/Great Khan ou Killer Khan (depende da versão)
-Makoto Aihara/The Black Belt Demon (The BBD)
-Becky/Candy Cane
-Aisha/Show Biz ou Sista A (depende da versão)
-Judgement ou Yasha/Bloody Shadow ou Benikage (depende da versão)
-Miss Spencer/Mistress Spencer
-Noble Rose/Evil Rose
-Anesthesia/Dr. Cutter ou Dr. Anesthesia (depende da versão)

## Enredo
Uma cientista psicótica sedia um torneio de wrestling mundial nomeado Rumble Roses com intuito de coletar DNA de cada lutadora e criar um ciborgue super-soldado para motivos desconhecidos.
Não se sabe qual personagem é dona do enredo "correto", tudo sugere que seja Reiko Hinomoto, que teria o papel de personagem principal do jogo, pois Lady-X seria o ciborgue de sua mãe. A pontos em comum entre os enredos de Reiko e Evil rose, como as cutscene da primeira conversa das duas e da luta de Reiko contra Dixie Clemets, tendo apenas pequenas alterações.